# Aleksandra Krunić
Aleksandra Krunić (szerbül: Александра Крунић);  (Moszkva, 1993. március 15. –) szerb teniszezőnő.
2008-ban kezdte profi pályafutását. Egy egyéni és hét páros WTA-tornát, valamint egyéniben 1 WTA125K-tornát, emellett 9 egyéni és 8 páros ITF-tornát nyert meg. Legjobb egyéni világranglista-helyezése 39. hely, ezt 2018. június 18-án érte el, párosban a legjobbjaként a 35. helyen állt 2019. szeptember 30-án.
2009-ben párosban a junior lányok között döntőt játszott a Australian Openen. A felnőttek között a Grand Slam-tornákon egyéniben a legjobb eredménye a 2014-es US Openen a 4. kör, párosban döntőt játszott a 2025-ös Roland Garroson.
Először 2009-ben szerepelt Szerbia Fed-kupa válogatottjában. 2018-ig 18 alkalommal lépett pályára.
Szülei Oroszországba emigrált szerbek. Mivel az orosz állampolgárságot csak az kapja meg, akinek legalább egyik szülője orosz, ezért ő is szerb állampolgár. 18 évig Oroszországban élt, de állampolgársága miatt nem játszhatott orosz színekben, ezért nagyszüleihez Szerbiába költözött.

## Junior Grand Slam döntői

### Páros

#### Elveszített döntői (1)
| Év   | Bajnokság       | Borítás | Partner          | Ellenfél                          | Eredmény         |
| ---- | --------------- | ------- | ---------------- | --------------------------------- | ---------------- |
| 2009 | Australian Open | Kemény  | Sandra Zaniewska | Christina McHale Ajla Tomljanović | 6–1, 2–6, [10–4] |

## WTA döntői

### Egyéni

#### Győzelmei (1)
| Összesítés            |                               |
| Grand Slam-torna (0)  |                               |
| Premier Mandatory (0) | WTA 1000 (mandatory)* (0)     |
| Premier Five (0)      | WTA 1000 (non-mandatory)* (0) |
| Premier (0)           | WTA 500* (0)                  |
| International (1)     | WTA 250* (0)                  |

*2021-től megváltozott a tornák kategóriáinak elnevezése.
|    | Dátum            | Torna                        | Borítás | Ellenfél a döntőben | Eredmény a döntőben | Eredmény a döntőben |
| 1. | 2018. június 17. | Ricoh Open, ’s-Hertogenbosch | Fű      | Kirsten Flipkens    | 6–7(0), 7–5, 6–1    |                     |

#### Elveszített döntői (2)
|    | Dátum                | Torna                                        | Borítás | Ellenfél a döntőben | Eredmény a döntőben | Eredmény a döntőben |
| 1. | 2017. szeptember 23. | Guangzhou International Women’s Open, Kanton | Kemény  | Csang Suaj          | 2–6, 6–3, 2–6       |                     |
| 2. | 2022. július 17.     | Budapest Grand Prix, Budapest                | Salak   | Bernarda Pera       | 3–6, 3–6            |                     |

### Páros

#### Győzelmei (7)
| Összesítés            |                               |
| Grand Slam-torna (0)  |                               |
| Premier Mandatory (0) | WTA 1000 (mandatory)* (0)     |
| Premier Five (0)      | WTA 1000 (non-mandatory)* (0) |
| Premier (1)           | WTA 500* (1)                  |
| International (3)     | WTA 250* (2)                  |

*2021-től megváltozott a tornák kategóriáinak elnevezése.
|    | Dátum                | Torna                                              | Borítás   | Partner            | Ellenfelek a döntőben                   | Eredmény a döntőben | Eredmény a döntőben |
| 1. | 2014. szeptember 13. | Tashkent Open, Taskent                             | Kemény    | Kateřina Siniaková | Margarita Gaszparjan Alekszandra Panova | 6–2, 6–1            |                     |
| 2. | 2016. április 29.    | Grand Prix de SAR La Princesse Lalla Meryem, Rabat | Salak     | Xenia Knoll        | Tatjana Maria Raluca Olaru              | 6–3, 6–0            |                     |
| 3. | 2019. január 12.     | Apia International Sydney, Sydney                  | Kemény    | Kateřina Siniaková | Hozumi Eri Alicja Rosolska              | 6–1, 7–6(3)         |                     |
| 4. | 2019. június 16.     | Libema Open, ’s-Hertogenbosch                      | Fű        | Aojama Súko        | Lesley Kerkhove Bibiane Schoofs         | 7–5, 6–3            |                     |
| 5. | 2021. május 21.      | Serbia Open, Belgrád                               | Salak     | Nina Stojanović    | Greet Minnen Alison Van Uytvanck        | 6–0, 6–2            |                     |
| 6. | 2022. június 25.     | Eastbourne International, Eastbourne               | Fű        | Magda Linette      | Ljudmila Kicsenok Jeļena Ostapenko      | játék nélkül        |                     |
| 7. | 2025. április 20.    | Open de Rouen, Rouen                               | Salak (f) | Sabrina Santamaria | Irina Hromacsova Linda Nosková          | 6–0, 6–4            |                     |

#### Elveszített döntői (5)
|    | Dátum                | Torna                         | Borítás | Partner                   | Ellenfelek a döntőben                  | Eredmény a döntőben | Eredmény a döntőben |
| 1. | 2013. július 28.     | Baku Cup, Baku                | Kemény  | Eléni Danjilídu           | Irina Burjacsok Okszana Kalasnikova    | 6–4, 6–7(3), [4–10] |                     |
| 2. | 2016. június 11.     | UNICEF Open, ’s-Hertogenbosch | Fű      | Xenia Knoll               | Okszana Kalasnikova Jaroszlava Svedova | 1–6, 1–6            |                     |
| 3. | 2021. szeptember 19. | Slovenia Open, Portorož       | Kemény  | Lesley Pattinama Kerkhove | Anna Kalinszkaja Tereza Mihalíková     | 6–4, 2–6, [10–12]   |                     |
| 4. | 2022. augusztus 28.  | Tennis in the Land, Cleveland | Kemény  | Anna Danilina             | Nicole Melichar Ellen Perez            | 5–7, 3–6            |                     |
| 5. | 2025. január 5.      | ASB Classic, Auckland         | Kemény  | Sabrina Santamaria        | Csiang Hszin-jü Wu Fang-hsien          | 3–6, 4–6            |                     |

## WTA 125K döntői

### Egyéni

#### Győzelmei (1)
|    | Dátum            | Torna         | Borítás | Ellenfél a döntőben | Eredmény a döntőben | Eredmény a döntőben |
| 1. | 2017. június 11. | Bol Open, Bol | Salak   | Alexandra Cadanțu   | 6–3, 3–0 feladta    |                     |

### Páros

#### Elveszített döntői (1)
|    | Dátum           | Torna                                         | Borítás | Partner        | Ellenfél a döntőben         | Eredmény a döntőben |
| 1. | 2022. június 5. | Makarska Internationa Championships, Makarska | Salak   | Olga Danilović | Dalila Jakupović Tena Lukas | 7–5, 2–6, [5–10]    |

## ITF-döntői

### Egyéni: 13 (9−4)
| $100,000 torna       |
| $75,000/80,000 torna |
| $50,000/60,000 torna |
| $25,000 torna        |
| $10,000/15,000 torna |

| Eredmény | No. | Dátum               | Torna                          | Borítás | Ellenfél                  | Eredmény         |
| -------- | --- | ------------------- | ------------------------------ | ------- | ------------------------- | ---------------- |
| Győztes  | 1.  | 2008. júéius 6.     | Prokuplje, Szerbia             | Salak   | Tanya Germanlieva         | 6–4, 6–1         |
| Döntős   | 1.  | 2009. július 12.    | Prokuplje, Szerbia             | Salak   | Dalia Zafirova            | 3–6, 6–7(3)      |
| Győztes  | 2.  | 2009. augusztus 29. | Velenje, Szlovénia             | Salak   | Nika Ožegović             | 6–3, 6–1         |
| Győztes  | 3.  | 2009. október 18.   | Dubrovnik, Horvátország        | Salak   | Karin Morgošová           | 6–0, 6–3         |
| Győztes  | 4.  | 2010. január 10.    | Kanton, Kína                   | Kemény  | Csou Ji-miao              | 6–3, 7–5         |
| Győztes  | 5.  | 2010. május 22.     | Moszkva, Oroszország           | Salak   | Natalija Rizsonkova       | 6–4, 4–6, 6–2    |
| Döntős   | 2.  | 2012. május 19.     | Caserta, Olaszország           | Salak   | Bianca Botto              | 1–6, 0–6         |
| Győztes  | 6.  | 2012. június 24.    | Lenzerheide, Svájc             | Salak   | Chiara Scholl             | 6–3, 6–3         |
| Győztes  | 7.  | 2013. március 10.   | Irapuato, Mexikó               | Salak   | Olha Mikolajivna Szavcsuk | 7–6(7–4), 6–4    |
| Győztes  | 8.  | 2013. szeptember 8. | Trabzon, Törökország           | Kemény  | Stéphanie Foretz          | 1–6, 6–4, 6–3    |
| Győztes  | 9.  | 2014. december 20.  | Ankara, Törökország            | Kemény  | Oqgul Omonmurodova        | 3–6, 6–2, 7–6(6) |
| Döntős   | 3.  | 2017. június 18.    | Manchester, Egyesült Királyság | Fű      | Zarina Dias               | 4–6, 4–6         |
| Döntős   | 4.  | 2021. június 20.    | Staré Splavy, Csehország       | Salak   | Cseng Csin-ven            | 6–7(5), 3–6      |

### Páros 18 (8−10)
| $100,000 torna |
| $75,000 torna  |
| $50,000 torna  |
| $25,000 torna  |
| $10,000 torna  |

| Eredmény | No. | Dátum                | Torna                         | Borítás     | Partner             | Ellenfél                                 | Eredmény            |
| -------- | --- | -------------------- | ----------------------------- | ----------- | ------------------- | ---------------------------------------- | ------------------- |
| Győztes  | 1.  | 2009. július 11.     | Prokuplje, Szerbia            | Salak       | Ema Polić           | Aleksandra Josifoska Cristina Stancu     | 6–2, 7–6(3)         |
| Döntős   | 1.  | 2010. május 21.      | Moszkva, Oroszország          | Salak       | Marina Samajko      | Anna Arina Marenko Jekatyerina Jakovleva | 2–6, 2–6            |
| Döntős   | 2.  | 2012. május 18.      | Caserta, Olaszország          | Salak       | Viktorija Golubic   | Katarzyna Piter Romana Tabak             | 2–6, 4–6            |
| Győztes  | 2.  | 2012. június 23.     | Lenzerheide, Svájc            | Salak       | Ana Vrljić          | Kszenyija Likina Isabella Shinikova      | 6–2, 6–4            |
| Döntős   | 3.  | 2013. március 9.     | Irapuato, Mexikó              | Salak       | Amra Sadiković      | Alla Kudrjavceva Olha Szavcsuk           | 2–6, 4–6            |
| Győztes  | 3.  | 2013. április 26.    | Tunisz, Tunézia               | Salak       | Katarzyna Piter     | Jani Réka Luca Jevgenyija Paskova        | 6–2, 3–6, [10–8]    |
| Győztes  | 4.  | 2013. augusztus 10.  | Izmir, Törökország            | Kemény      | Katarzyna Piter     | Kristi Boxx Abigail Guthrie              | 6–2, 6–2            |
| Győztes  | 5.  | 2013. szeptember 13. | Trabzon, Törökország          | Kemény      | Okszana Kalasnikova | Ani Amiraghyan Dalila Jakupović          | 6–2, 6–1            |
| Döntős   | 4.  | 2013. december 20.   | Ankara, Törökország           | Kemény      | Eléni Danjilídu     | Julija Bejhelzimer Çağla Büyükakçay      | 3–6, 3–6            |
| Döntős   | 5.  | 2014. február 20.    | Kreuzlingen, Svájc            | Szőnyeg (f) | Amra Sadiković      | Eva Birnerová Michaëlla Krajicek         | 1–6, 6–4, [6–10]    |
| Döntős   | 6.  | 2014. április 26.    | Isztambul, Törökország        | Kemény      | Michaëlla Krajicek  | Petra Krejsová Tereza Smitková           | 6–1, 6–7(2), [9–11] |
| Döntős   | 7.  | 2014. július 19.     | Olomouc, Csehország           | Salak       | Barbora Krejčíková  | Petra Cetkovská Renata Voráčová          | 2–6, 6–4, [7–10]    |
| Győztes  | 6.  | 2014. július 26.     | Sobota, Lengyelország         | Salak       | Barbora Krejčíková  | Anasztaszija Vasziljeva Marina Zanevszka | 3–6, 6–0, [10–6]    |
| Döntős   | 8.  | 2015. május 9.       | Trnava, Szlovákia             | Salak       | Petra Martić        | Julija Bejhelzimer Margarita Gaszparjan  | 3–6, 2–6            |
| Döntős   | 9.  | 2016. május 8.       | Cagnes-sur-Mer, Franciaország | Salak       | Xenia Knoll         | Andreea Mitu Demi Schuurs                | 4–6, 5–7            |
| Döntős   | 10. | 2017. július 14.     | Budapest, Magyarország        | Salak       | Nina Stojanović     | Mariana Duque Mariño María Irigoyen      | 6–7(3), 5–7         |
| Győztes  | 7.  | 2020. február 16.    | Kairó, Egyiptom               | Kemény      | Katarzyna Piter     | Arantxa Rus Mayar Sherif                 | 6–4, 6–2            |
| Győztes  | 8.  | 2024. június 9.      | Surbiton, Egyesült Királyság  | Fű          | Emina Bektas        | Sarah Beth Grey Tara Moore               | 6–1, 6–1            |

## Eredményei Grand Slam-tornákon

### Egyéniben
| Grand Slam | Australian Open | Australian Open  | Roland Garros  | Roland Garros     | Wimbledon      | Wimbledon        | US Open        | US Open              |
| Év         | Eredmény        | Utolsó ellenfél  | Eredmény       | Utolsó ellenfél   | Eredmény       | Utolsó ellenfél  | Eredmény       | Utolsó ellenfél      |
| 2011       | −               | −                | −              | −                 | Selejtező (Q1) | Selejtező (Q1)   | Selejtező (Q2) | Selejtező (Q2)       |
| 2012       | Selejtező (Q3)  | Selejtező (Q3)   | Selejtező (Q1) | Selejtező (Q1)    | −              | −                | Selejtező (Q2) | Selejtező (Q2)       |
| 2013       | Selejtező (Q1)  | Selejtező (Q1)   | Selejtező (Q2) | Selejtező (Q2)    | −              | −                | 1. kör         | Coco Vanadeweghe     |
| 2014       | Selejtező (Q1)  | Selejtező (Q1)   | Selejtező (Q2) | Selejtező (Q2)    | Selejtező (Q1) | Selejtező (Q1)   | 4. kör         | Viktorija Azaranka   |
| 2015       | 1. kör          | Lauren Davis     | 1. kör         | Julija Putyinceva | 3. kör         | Venus Williams   | 1. kör         | Danka Kovinić        |
| 2016       | 1. kör          | Eugenie Bouchard | Selejtező (Q1) | Selejtező (Q1)    | 1. kör         | Monica Niculescu | 1. kör         | Nicole Gibbs         |
| 2017       | Selejtező (Q2)  | Selejtező (Q2)   | Selejtező (Q3) | Selejtező (Q3)    | Selejtező (Q3) | Selejtező (Q3)   | 3. kör         | Julia Görges         |
| 2018       | 1. kör          | Anett Kontaveit  | 1. kör         | Peng Suaj         | 1. kör         | Madison Brengle  | 3. kör         | Madison Keys         |
| 2019       | 2. kör          | Vang Csiang      | 2. kör         | Leszja Curenko    | 1. kör         | Karolína Muchová | 1. kör         | Jeļena Ostapenko     |
| 2020       | Selejtező (Q1)  | Selejtező (Q1)   | –              | –                 | elmaradt       | elmaradt         | –              | –                    |
| 2021       | Selejtező (Q3)  | Selejtező (Q3)   | 1. kör         | Cori Gauff        | Selejtező (Q2) | Selejtező (Q2)   | –              | –                    |
| 2022       | Selejtező (Q1)  | Selejtező (Q1)   | 2. kör         | V Kugyermetova    | 1. kör         | Sorana Cîrstea   | 3. kör         | Ljudmila Szamszonova |
| 2023       | –               | –                | –              | –                 | Selejtező (Q1) | Selejtező (Q1)   |                |                      |
| 2024       | 1. kör          | Clara Burel      | 1. kör         | Katie Volynets    |                |                  |                |                      |

### Párosban
| Grand Slam | Australian Open              | Australian Open                       | Roland Garros             | Roland Garros                       | Wimbledon                   | Wimbledon                          | US Open                 | US Open                               |
| Év         | Eredmény Partner             | Utolsó ellenfél                       | Eredmény Partner          | Utolsó ellenfél                     | Eredmény Partner            | Utolsó ellenfél                    | Eredmény Partner        | Utolsó ellenfél                       |
| 2015       | –                            | –                                     | 1. kör Leszja Curenko     | Csan Hao-csing Anabel Garrigues     | 1. kör Alizé Cornet         | Andrea Hlaváčková Lucie Hradecká   | 1. kör Jelena Janković  | Casey Dellacqua J Svedova             |
| 2016       | –                            | –                                     | 3. kör M Lučić-Baroni     | Hszü Ji-fan Cseng Szaj-szaj         | 3. kör Jelena Janković      | A-L Grönefeld Květa Peschke        | 1. kör Andreea Mitu     | Marina Eraković A Parra Santonja      |
| 2017       | 1. kör O Kalasnikova         | Gabriela Dabrowski Michaëlla Krajicek | 2. kör Ajla Tomljanović   | B Mattek-Sands Lucie Šafářová       | 2. kör K Bondarenko         | Catherine Bellis M Vondroušová     | 1. kör Kirsten Flipkens | Hszie Su-vej Monica Niculescu         |
| 2018       | 2. kör K Bondarenko          | Viktorija Golubic Nina Stojanović     | 2. kör K Bondarenko       | Jennifer Brady Vania King           | 1. kör K Bondarenko         | Harriet Dart Katy Dunne            | 1. kör K Bondarenko     | Barbora Krejčíková Kateřina Siniaková |
| 2019       | 1. kör Cseng Szaj-szaj       | Monique Adamczak Jessica Moore        | 1. kör Ajla Tomljanović   | V Azaranka Ashleigh Barty           | 2. kör Aojama Súko          | Elise Mertens A Szabalenka         | 2. kör Aojama Súko      | Danielle Collins Ellen Perez          |
| 2020       | 1. kör K Bondarenko          | Darija Jurak Nina Stojanović          | –                         | –                                   | elmaradt                    | elmaradt                           | –                       | –                                     |
| 2021       | Negyeddöntő Martina Trevisan | Darija Jurak Nina Stojanović          | 1. kör Martina Trevisan   | Karolína Plíšková Kristýna Plíšková | Negyeddöntő Nina Stojanović | Hszie Su-vej Elise Mertens         | 2. kör Nina Stojanović  | Marta Kosztyuk Dajana Jasztremszka    |
| 2022       | 1. kör Danka Kovinić         | Asia Muhammad Jessica Pegula          | 1. kör Alekszandra Panova | Latisha Chan Samantha Stosur        | 2. kör N Dzalamidze         | Harriet Dart Heather Watson        | 1. kör Magda Linette    | Anna Danilina B Haddad Maia           |
| 2023       | –                            | –                                     | –                         | –                                   | 1. kör Gabriela Dabrowski   | Lauren Davis Rosalie van der Hoek  | –                       | –                                     |
| 2024       | 2. kör Aojama Súko           | Sara Errani Jasmine Paolini           | 1. kör Aojama Súko        | Hszie Su-vej Elise Mertens          | 1. kör Aojama Súko          | Caroline Dolehide Desirae Krawczyk | –                       | –                                     |
| 2025       | 1. kör Nina Stojanović       | Kimberly Birrell Olivia Gadecki       | Döntő Anna Danilina       | Sara Errani Jasmine Paolini         | 1. kör Suzan Lamens         | Irina Hromacsova Stollár Fanny     |                         |                                       |

## Év végi világranglista-helyezései
| Év     | 2009 | 2010 | 2011 | 2012 | 2013 | 2014 | 2015 | 2016 | 2017 | 2018 | 2019 | 2020 | 2021 | 2022 | 2023 | 2024 |
| Egyéni | 632. | 224. | 226. | 168. | 145. | 101. | 96.  | 146. | 55.  | 57.  | 165. | 236. | 137. | 101. | 689. | 287. |
| Páros  | 752. | 363. | 613. | 345. | 97.  | 91.  | 94.  | 46.  | 76.  | 66.  | 38.  | 64.  | 46.  | 54.  | 873. | 67.  |